# 136
El año 136 (CXXXVI) fue un año bisiesto comenzado en sábado del calendario juliano, en vigor en aquella fecha.
En el Imperio romano el año fue nombrado el del consulado de Cómodo y Cívica, o menos frecuentemente, como el 889 ab urbe condita, siendo su denominación como 136 a principios de la Edad Media, al establecerse el Anno Domini.

## Acontecimientos
- El papa San Higinio sucede a Telesforo.
- El emperador Adriano adopta como su heredero a Lucio Ceyonio Cómodo, con el nompre de Lucio Elio César.

## Fallecimientos
- Lucio Julio Urso Serviano, político romano.